# William M. Arkin
William M. Arkin (n. 15 mai 1956, New York, SUA) este un comentator politic, activist, jurnalist, blogger și fost militar al United States Army.

## Scurtă biografie
Arkin a servit ca militar în Armata Statelor Unite (în original, United States Army) între 1974 și 1978.  Absolvent al University of Maryland cu un grad de bachelor în știință (BS), Arkin a deținut diferite poziții în următoarele instituții și organizații, așa cum sunt Institute for Policy Studies, Center for Defense Information, Greenpeace, the Natural Resources Defense Council și Human Rights Watch. Arkin a lucrat de asemenea pentru NBC News ca analist militar și a scris diferite articole de fond (care se numesc în engleza americană "columns", un astfel de jurnalist fiind deci un "columnist") pentru ziarele de largă circulație Los Angeles Times și Washington Post.  William Arkin, care semnează Bob Arkin, este actualmente Policy Fellow la cunoscuta Kennedy School of Government din cadrul Carr Centre for Human Rights Policy, parte a Harvard University, Statele Unite.

## "The Nuclear Battlefields"
În 1985, Arkin a publicat cartea The Nuclear Battlefields: Global Links in the Arms Race, în limba română Câmpurile de luptă nucleare - Conexiuni globale în cursa înarmării care a iscat prima mare controversă legată de numele său, întrucât a dezvăluit public locurile și amplasamentele  a numeroase baze militare nucleare secrete presărate de-a lungul și de-a latul planetei nostre.

## Controverse ulterioare
În ziua de 15 octombrie 2003, William Arkin a făcut publice înregistrări video și audio probând transformarea conceptului militar de "War on Terrorism" în termeni religioși, în diferite cuvântări ținute în diferite biserici din Statele Unite de către generalul armatei americane William Boykin.
După aceea, Arkin a continuat prin a scrie un articol de fond în Los Angeles Times în care îl acuza pe generalul Boykin de a fi "un extremist intolerant" (conform originalului, "an intolerant extremist"), respectiv de a fi un om "care crede în jihad-ul creștin" (conform originalului, "a man who believes in Christian 'jihad'." ).  În continuare, Arkin a adăugat că "Boykin demonstrase clar că nu execută ordinele date de superiorii săi din armată, ci cele de la Dumnezeu - care reprezintă o linie de comandă îngrijorătoare" (conform originalului, "Boykin has made it clear that he takes his orders not from his Army superiors but from God — which is a worrisome line of command.")  Deși i s-a cerut de multe ori, de către numeroase surse din mediile de informare, să facă publice înregistrările complete ale cuvântărilor ținute de Boykin, Arkin a refuzat constant să o facă.